# Ilka Arndt
Ilka Arndt (* 10. September 1981 in Berlin) ist eine ehemalige deutsche Handballspielerin (Torfrau).
Sie begann im Alter von acht Jahren bei der HSW Humboldt Berlin Handball zu spielen. Über den TuS Neukölln kam sie 1999 zum Zweitligisten SV Berliner VG 49, mit dem sie 2001 in die Bundesliga aufstieg. Nach dem Abstieg der Berliner nur ein Jahr später wechselte die 1,77 m große Torhüterin zum Bundesligisten SG Hessen Hersfeld. Da die Nordhessen noch während der Saison Insolvenz anmeldeten, wurde erneut ein Vereinswechsel notwendig. So schloss sich Arndt 2003 der TSG Ketsch an und erreichte mit den "Bären" 2005 den Aufstieg in die Bundesliga. Im Jahr 2010 beendete sie ihre Karriere.
Ilka Arndt gab ihr Länderspieldebüt am 24. Mai 2002 in Nottwil gegen Frankreich. Sie absolvierte zwölf Spiele für die deutsche Nationalmannschaft, in denen sie zwei Tore erzielte. Mit der Beachhandball-Nationalmannschaft nahm sie an den Europameisterschaften 2002 in Cádiz teil und wurde Vierte.